# Епархия Кандина
Епархия Кандина (лат. Dioecesis Camtimensis; кит. трад. 康定教區) — епархия Римско-Католической Церкви, город Кандин, провинция Сычуань, Китай. Епархия Цзядина входит в архиепархию Чунцина.

## История
27 марта 1846 года Святым Престолом был создан Апостольский викариат Лхассы, выделившийся из Апостольского викариата Сычуаня. 28 июля 1868 года Апостольский викариат Лхассы был переименован в Апостольский викариат Тибета. 3 декабря 1924 года Апостольский викариат Тибета был переименован в Апостольский викариат Дацзяньлу, который 11 апреля 1946 года был преобразован в епархию Кандина.

## Ординарии

### Апостольский викариат Лхассы
- епископ Иньяцио Персико (в будущем — кардинал) (19.12.1856 г. — 1857 г.)
- епископ Jacques-Léon Thomine-Desmazures (17.02.1857 г. — 28.08.1864 г.)

### Апостольский викариат Тибета
- епископ Joseph-Marie Chauveau (9.09.1864 г. — 21.12.1877 г.)
- епископ Феликс Бье (27.08.1878 г. — 9.09.1901 г.)
- епископ Pierre-Philippe Giraudeau (9.09.1901 г. — 3.12.1924 г.)

### Апостольский викариат Дацзяньлу
- епископ Pierre-Philippe Giraudeau (3.12.1924 г. — 9.08. 1936 г.)
- епископ Pierre-Sylvain Valentin (6.08.1936 г. — 11.04.1946 г.)

### Епархия Кандина
- епископ Pierre-Sylvain Valentin (11.04.1946 г. — 07.01.1962 г.)
- с 07.01.1962 года по настоящее время кафедра вакантна.

## Источник
- Annuario Pontificio, Libreria Editrice Vaticana, Città del Vaticano, 2003, ISBN 88-209-7422-3